# SP-323
A SP-323 é uma rodovia transversal do estado de São Paulo, administrada pela concessionária Tebe.

## Denominações
Recebe as seguintes denominações em seu trajeto:
Nome:	José Della Vechia, Rodovia
- De - até:	SP-333 (Taquaritinga) - Monte Alto
- Legislação:	LEI 8.233 DE 08/01/93

Nome:	Orlando Chesini Ometto, Rodovia
- De - até:	Monte Alto - Entroncamento com a SP-351
- Legislação:	LEI 8.201 DE 24/12/92

## Descrição
Principais pontos de passagem: SP 333 (Taquaritinga) - Vista Alegre do Alto - SP 351

## Características

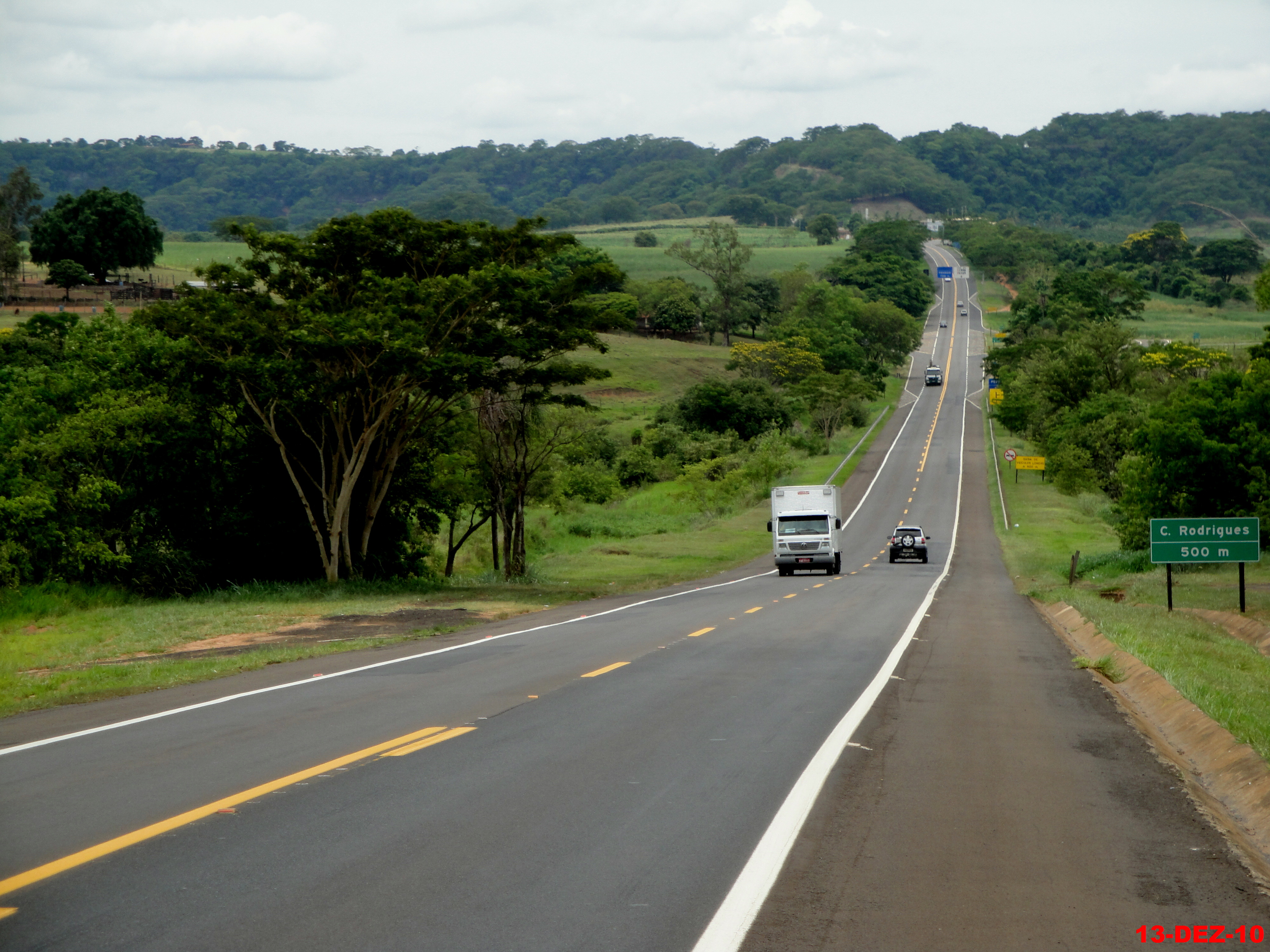
Trecho da SP-323 próximo ao pedágio de Monte Alto.

### Extensão
- Km Inicial: 0,000
- Km Final: 44,100

### Localidades atendidas
- Taquaritinga
- Monte Alto
- Aparecida de Monte Alto
- Vista Alegre do Alto
- Pirangi